# Leopoldo Torre Nilsson
Leopoldo Juan Torre Nilsson (Buenos Aires, 5 de mayo de 1924- Buenos Aires, 8 de septiembre de 1978) fue un realizador, productor  y escritor argentino de vasta filmografía. Apodado Babsy, es uno de los directores más importantes y representativos del cine argentino y citado en varias ocasiones como el fundador del cine moderno en su país. Considerado por el crítico de cine italiano Gian Luigi Rondi como el «número uno argentino», le dedicó un capítulo de su libro El cine de los grandes maestros.
Torre Nilsson fue hijo del director de cine pionero argentino Leopoldo Torres Ríos, con quien colaboró entre 1939 y 1949. Debutó en 1947 con el corto El muro. 
Su madre era ciudadana argentina de ascendencia sueca. Su tío fue el director de fotografía Carlos Torres Ríos (1898-1956). Se casó con la escritora Beatriz Guido, quien adaptó algunas de sus novelas literarias al cine.
Sus películas de corte intelectual marcaron la nouvelle vague del cine argentino y consagraron a actores tales como Graciela Borges, Bárbara Mujica, Isabel Sarli, Lautaro Murúa, Elisa Christian Galvé, Alfredo Alcón, Elsa Daniel y Leonardo Favio.

## Biografía
Hijo del director Leopoldo Torres Ríos (pionero del cine popular) y de Clara May Nilsson, fundadora del Colegio Highlands de Vicente López en 1944 (hija de ingleses y con ancestros suecos); sobrino del realizador Carlos Torres Ríos, se formó en el medio cinematográfico. Entre 1939 y 1949 fue asistente de dirección de su padre en diecinueve filmes y colaborador en el guion de nueve de ellos.
En la mayoría de sus películas se ven reflejados temáticas literarias y conflictos de la clase media de la sociedad argentina de aquellos años. Debutó en la dirección con el cortometraje El muro (1947), cuyos elementos evidenciaban una búsqueda literaria y cierto rechazo al cine demagógico.
En 1949 realizó su primer largometraje codirigido con su padre, El crimen de Oribe, adaptación de la novela El perjurio de la nieve, de Adolfo Bioy Casares. En 1954 dirigió Días de odio basada en el cuento Emma Zunz de Jorge Luis Borges. En 1955 dirigió Graciela basada en la novela de Carmen Laforet Nada, ganadora del Premio Nadal literario 1944, por lo cual el Instituto de Cine de la Argentina lo reconoció como el mejor realizador del año. Con La casa del ángel (1956) inició una intensa colaboración y producción con Beatriz Guido (escritora, novelista, guionista importante, de algunos filmes de Torre Nilsson: La caída, Fin de fiesta, La mano en la trampa), que generó un estilo denso y perverso que marcó a toda una generación de directores jóvenes en los años sesenta. Se conocieron en 1951 en casa del escritor Ernesto Sabato y su relación (desde el punto de vista creativo una de las más fructíferas de la época) duró veintisiete años, hasta su muerte. 

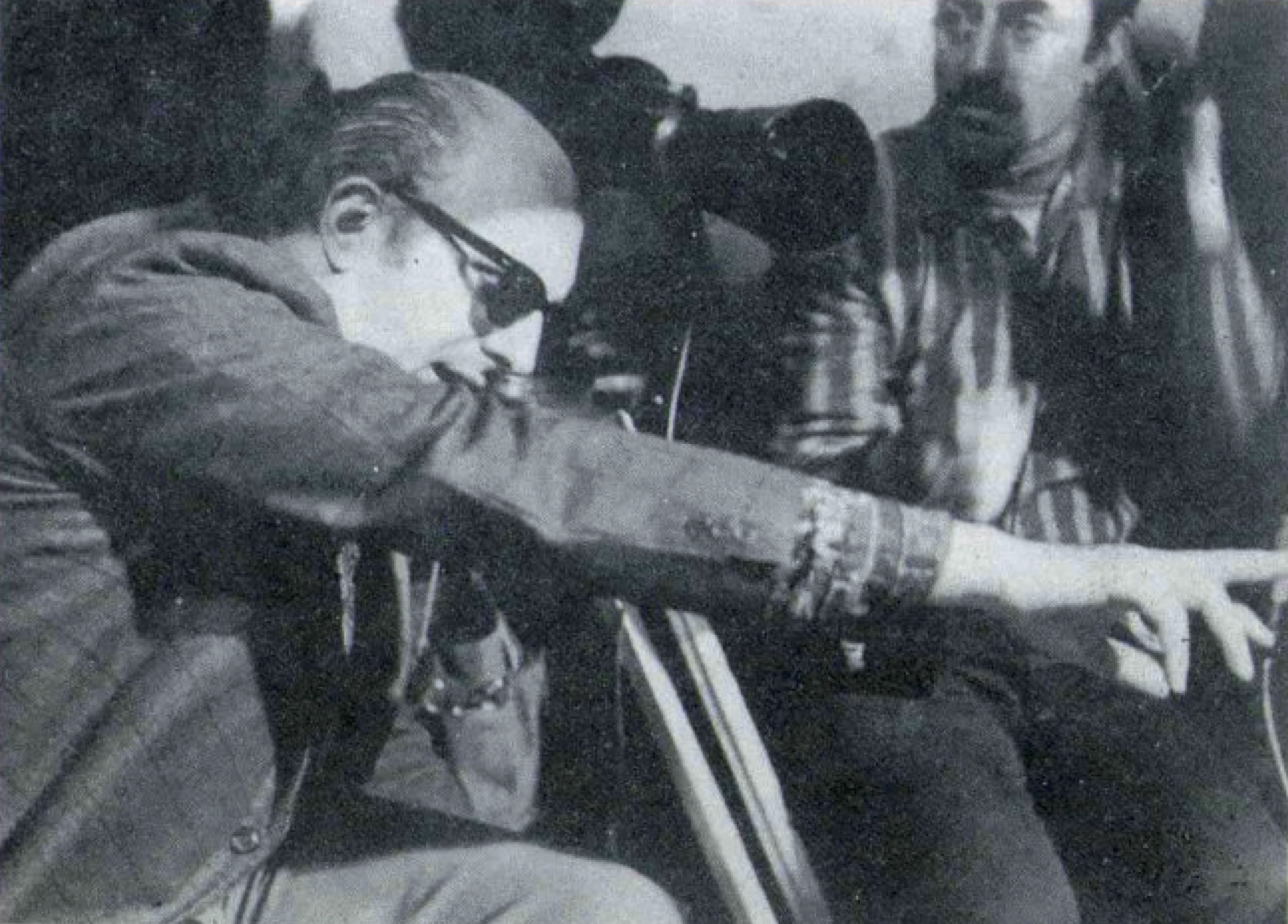
Torre Nilsson dirigiendo la película El santo de la espada en 1970.

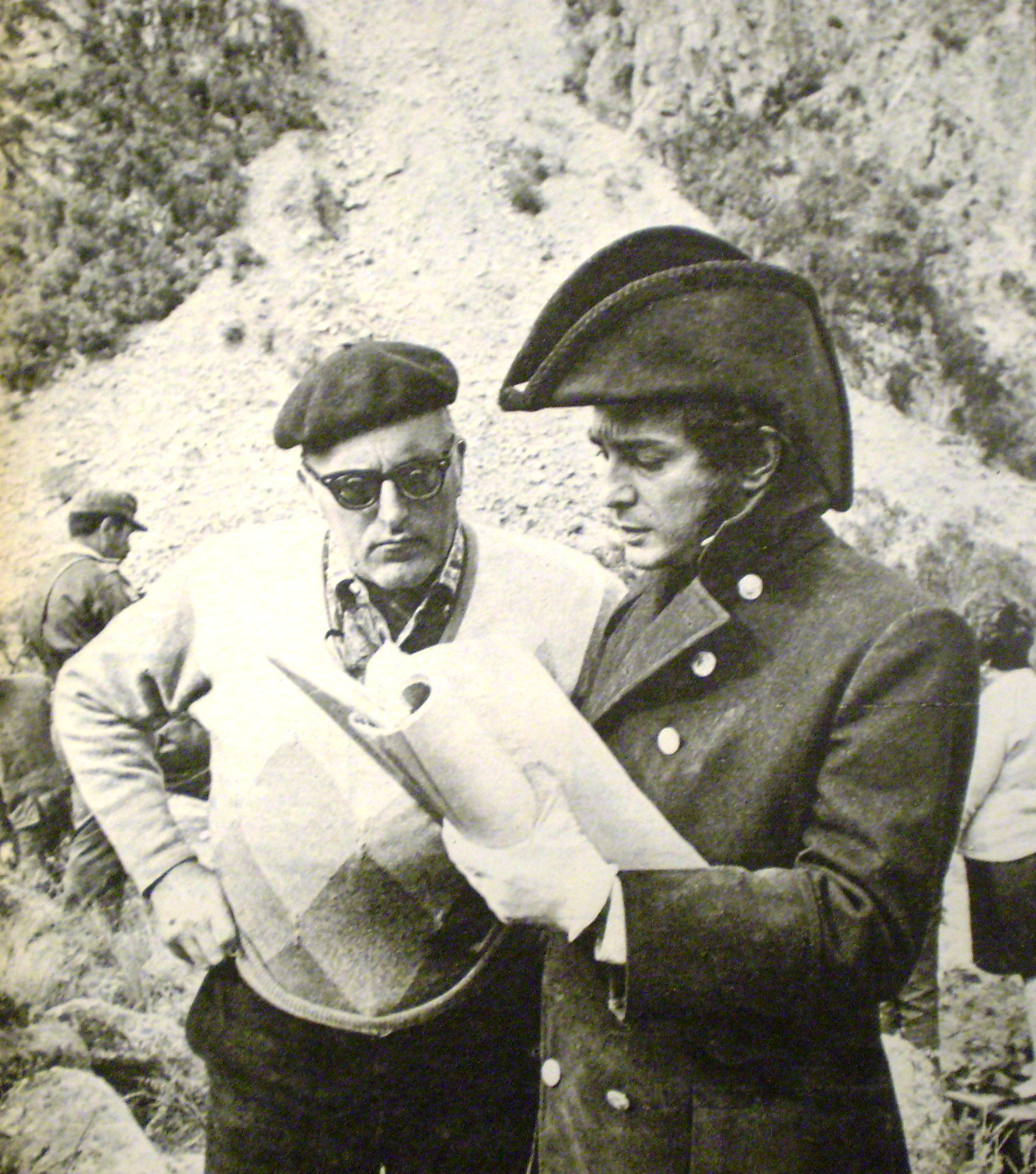
Torre Nilsson dirigiendo al actor Alfredo Alcón en la película El santo de la espada en 1970.

Dirigió películas acerca de iconos de la historia y de la cultura de Argentina: Martin Fierro en 1968, sobre el principal carácter del poema nacional de Argentina. El Santo de la Espada de 1970, acerca del General José de San Martín y Güemes, la tierra en armas de 1971 acerca de Martín Miguel de Güemes. Fue ingresado al 7° Festival de Cine Internacional en Móscú. Su película de 1973 Los siete locos ganó el Oso de Plata en la edición 23° del Festival de Cine en Berlín, Alemania.

## Estilo cinematográfico
El cine de Torre Nilsson puede dividirse en tres grandes categorías que no siguen un orden cronológico:
- Épico-histórico: sobre la Historia Argentina que incluye películas como "Martín Fierro", "El santo de la espada" y "Güemes, la tierra en armas" (1971), interpretadas por Alfredo Alcón.

- Adaptaciones literarias: desde cuentos hasta novelas, incluso obras teatrales.

- Cine espectáculo: relatos marginales sobre delincuentes con un trasfondo de crítica social, como "El Pibe Cabeza" o "Los traidores de San Ángel".

Tanto por sus temáticas como por su tratamiento, la crítica nacional e internacional destacó el aporte de Nilsson al cine de autor. El realizador abordó durante su carrera temas como la decadencia, la moral, la oligarquía, el peso muerto del pasado, el trauma de las relaciones sexuales en la adolescencia, las incomunicaciones, con un estilo propio influenciado por el cine de Luis Buñuel, Ingmar Bergman y Michelangelo Antonioni. 

"No quiero formar parte de un cine-píldora digestiva. No quiero hacer una película para que un indonesio digiera su comida y otra para que rían los que habitan la zona norte de Avellaneda.(...). Quiero hacer un cine que tenga patria, sí, eso. Un cine que ande parásito entre las afligentes tinieblas de un mundo en descomposición. Intuyendo, ganando pequeñas y tremendas batallas para el espíritu, gritándonos que el hombre todavía no ha sido derrotado por el hombre. Ajeno a superficiales modismos de presuntas minorías. Vital y sangrante. Vivo y necesario. Ni cine-teatro, ni cine-pintura, ni de vanguardia, ni de masas. Un cine cálido y auténtico, producto de mi soledad, mi oficio y mi tristeza".

### Trabajos junto a Beatriz Guido

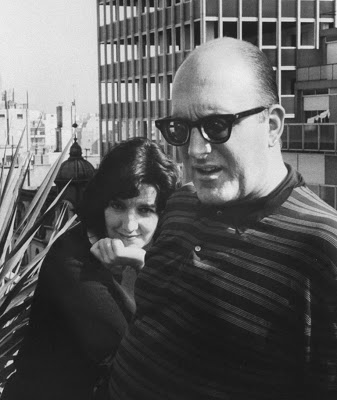
Torre Nilsson junto a Beatriz Guido en 1960.

El filme "La casa del ángel" (1956) le valió el reconocimiento de la crítica europea y fue incluida por la prestigiosa revista Cahiers du Cinéma entre las diez mejores películas de la época junto a las de directores como Ingmar Bergman y Kenji Mizoguchi. Se trata de una historia escrita por Beatriz Guido que versa sobre lo que actualmente se denomina un coming of age, es decir, un relato sobre el paso de la infancia a la adolescencia, que implica rebelarse contra el mandato familiar. La película ha destacado tanto por su estética como por su narración intimista. Los siguientes títulos en los que trabajó el matrimonio Nilsson-Guido, nuevamente en clave intimista, fueron "El secuestrador" (de carácter neorrealista) y "La caída" (basado en la novela de Beatriz Guido). 
Otras obras de la novelista llevados al cine fueron: "Fin de fiesta", "La mano en la trampa", "Piel de verano", "Homenaje a la hora de la siesta", "La terraza", "El ojo que espía" y "Piedra libre". Fue gracias a Beatriz Guido que se comenzaron a incorporar en el cine roles femeninos de mayor profundidad, narrados desde una novedosa perspectiva para la época.

### Polémica y censura
Durante varios años el cineasta fue considerado "un mal ejemplo para la juventud argentina". En varios artículos se mencionaba que intentaba promover "las más bajas expresiones de la degradación humana", atacar  a "la familia, la religión, la moral y otros valores básicos de nuestro sistema de vida". Con este tipo de argumentos, debió luchar durante gran parte de su carrera Torre Nilsson. Primero con el peronismo, representado en la figura de Raúl Alejandro Apold, y más tarde con el gobierno militar. Aunque siempre se las arregló para poder salir más o menos airoso de cada trance, el director fue blanco del censor Miguel Paulino Tato, quien intentó más de una vez sacarlo del camino.
Tato y Nilsson habían trabajado juntos en la única película que filmó el primero y que guionó el segundo: Facundo, el tigre de los llanos (1952). Pero la nefasta actividad posterior de Tato al frente del "Ente de Calificación Cinematográfico" desde 1974, y su boicot ese mismo año a Boquitas pintadas (que estuvo a punto de no estrenarse) los colocaron en veredas opuestas.
Entre las numerosas historias relacionadas con las proscripciones que sufrió Torre Nilsson sobresalen dos. En 1967 su largometraje La chica del lunes obtuvo la calificación de "Prohibida para menores de 18 años"; el realizador hizo una encendida defensa del film, y se estrenó ese mismo año como "Apta para todo público".
Otra situación insólita se dio con la película La Tigra (1953). Apartada de las salas por el poder de turno, terminó estrenándose (con una duración algo menor a la original) en el programa "Sábados circulares", conducido por Pipo Mancera, el 17 de marzo de 1962. Dos años después finalmente se pudo ver en cines.

### Influencias
Torre Nilsson impulsó las carreras de los realizadores del Primer Nuevo Cine Argentino: David José Kohon, Manuel Antín, Lautaro Murúa, José Martínez Suárez, Alfredo Bettanín, Simón Feldman, Leonardo Favio, Fernando Solanas y Fernando Birri, entre otros, que, a su vez, influenciaron a realizadores del Segundo Nuevo Cine Argentino surgido a fines de los años noventa, como Pablo Trapero, Lucrecia Martel, Adrián Caetano y Martín Rejtman.

## Vida familiar
Estuvo casado con la escritora Beatriz Guido, quién trabajo junto a él y sirvió de fuente de inspiración en muchos de sus libretos. Fue reconocido como el primer director de cine en Argentina siendo aclamado y reconocido por la crítica fuera de su país, haciendo que la producción de cine en Argentina fuera conocida en los Festivales Internacionales de Cine.
Los directores de cine Javier y Pablo Torre son hijos de su primer matrimonio.

## Muerte
Torre Nilson murió de cáncer óseo en su natal Buenos Aires en 1978, a la edad de 54 años. Fue inhumado en el cementerio Británico de Buenos Aires.

## Filmografía
Como director
| Año  | Película                        | Notas                                                                                         |
| ---- | ------------------------------- | --------------------------------------------------------------------------------------------- |
| 1950 | El crimen de Oribe              | Codirigida con Leopoldo Torres Ríos                                                           |
| 1953 | El hijo del crack               | Codirigida con Leopoldo Torres Ríos                                                           |
| 1954 | Días de odio                    | Protagonizada por Elisa Galvé                                                                 |
| 1954 | La Tigra                        | Estrenada con cortes en 1964                                                                  |
| 1955 | Para vestir santos              | Protagonizada por Tita Merello                                                                |
| 1956 | Graciela                        | Protagonizada por Elsa Daniel                                                                 |
| 1957 | La casa del ángel               | Protagonizada por Elsa Daniel y Lautaro Murúa                                                 |
| 1958 | El secuestrador                 | Protagonizada por Leonardo Favio y María Vaner                                                |
| 1959 | La caída                        | Protagonizada por Elsa Daniel                                                                 |
| 1960 | Fin de fiesta                   | Protagonizada por Leonardo Favio y Graciela Borges                                            |
| 1960 | Un guapo del 900                | Protagonizada por Alfredo Alcón y Élida Gay Palmer                                            |
| 1961 | La mano en la trampa            | Protagonizada por Elsa Daniel y Francisco Rabal                                               |
| 1961 | Piel de verano                  | Protagonizada por Alfredo Alcón y Graciela Borges                                             |
| 1962 | Setenta veces siete             | Protagonizada por Isabel Sarli y Francisco Rabal                                              |
| 1962 | Homenaje a la hora de la siesta | Quatro mulheres para um heroi, en portugués - con Alida Valli, Paul Guers y Alexandra Stewart |
| 1963 | La terraza                      | Protagonizada por Graciela Borges                                                             |
| 1966 | El ojo que espía                | Protagonizada por Janet Margolin                                                              |
| 1967 | La chica del lunes              | Protagonizada por Graciela Borges                                                             |
| 1967 | Los traidores de San Ángel      | Protagonizada por Ian Hendry y Lautaro Murúa                                                  |
| 1968 | Martín Fierro                   | Protagonizada por Alfredo Alcón, Lautaro Murúa y Fernando Vegal                               |
| 1970 | El santo de la espada           | Protagonizada por Alfredo Alcón y Evangelina Salazar                                          |
| 1971 | Güemes, la tierra en armas      | Película presentada en el Festival de Cine de Moscú                                           |
| 1972 | La maffia                       | Protagonizada por Alfredo Alcón, Thelma Biral y China Zorrilla                                |
| 1973 | Los siete locos                 | Protagonizada por Alfredo Alcón y Leonor Manso                                                |
| 1974 | Boquitas pintadas               | Protagonizada por Alfredo Alcón, Marta González y Luisina Brando                              |
| 1975 | El Pibe Cabeza                  | Protagonizada por Alfredo Alcón y Marta González                                              |
| 1975 | La guerra del cerdo             | Protagonizada por José Slavin y Marta González                                                |
| 1976 | Piedra libre                    | Protagonizada por Marilina Ross, Luisina Brando y Juan José Camero                            |

## Libros
- 1967: Entre sajones y el arrabal (cuentos)
- 1973: Del exilio (cuentos)
- 1978: Jorge, el nadador (novela)

## Premios y nominaciones
Con más de tres décadas de trayectoria, Torre Nilsson fue galardonado con seis Premios Cóndor de Plata otorgados por la Asociación de Cronistas Cinematográficos de la Argentina. Sus películas fueron galardonadas en los festivales de cine más prestigiosos; Cannes, Venecia, Mar del Plata y Berlín, entre otras. 
Festival Internacional de Cine de Cannes
| Año  | Categoría        | Película             | Resultado |
| ---- | ---------------- | -------------------- | --------- |
| 1957 | Palma de Oro     | La casa del ángel    | Nominado  |
| 1961 | Premios FIPRESCI | La mano en la trampa | Ganador   |
| 1961 | Palma de Oro     | La mano en la trampa | Nominado  |
| 1962 | Palma de Oro     | Setenta veces siete  | Nominado  |
| 1967 | Palma de Oro     | La chica del lunes   | Nominado  |

Festival Internacional de Cine de San Sebastián
| Año  | Categoría                  | Película          | Resultado |
| ---- | -------------------------- | ----------------- | --------- |
| 1974 | Premio Especial del Jurado | Boquitas pintadas | Ganador   |

Premios Globos de Oro
| Año  | Categoría                          | Película          | Resultado |
| ---- | ---------------------------------- | ----------------- | --------- |
| 1961 | Mejor Película de Habla no Inglesa | La casa del ángel | Nominado  |